# 神埼市
神埼市（かんざきし）は、佐賀県の東部にある市である。

## 地理

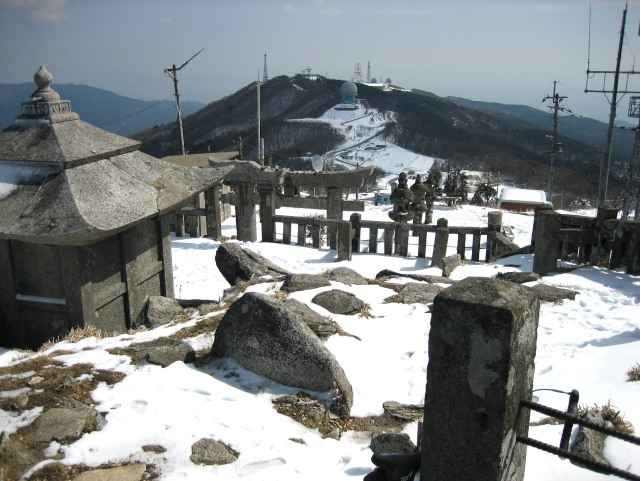
背振山山頂

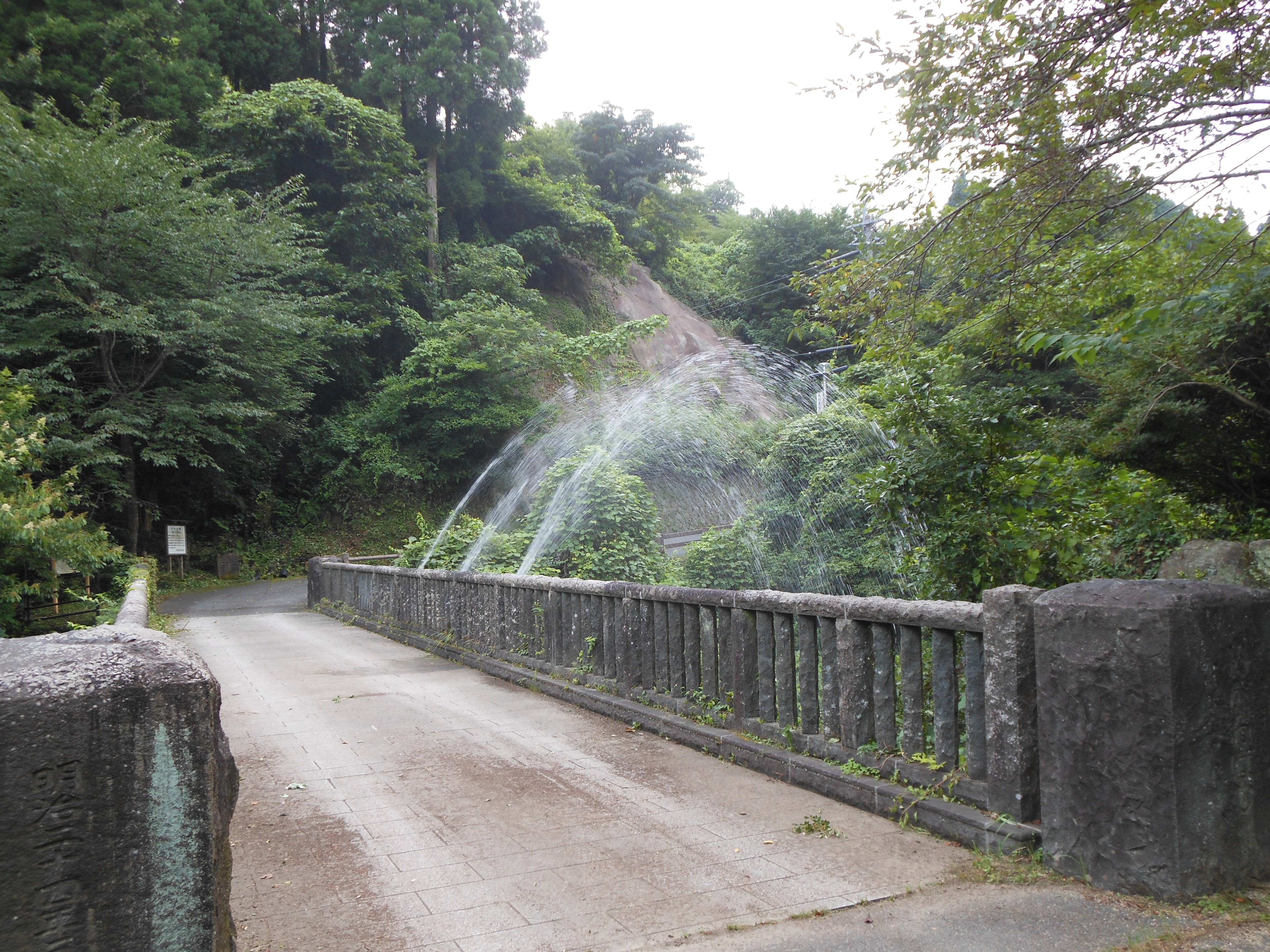
城原川に架かる「脊振のめがね橋」

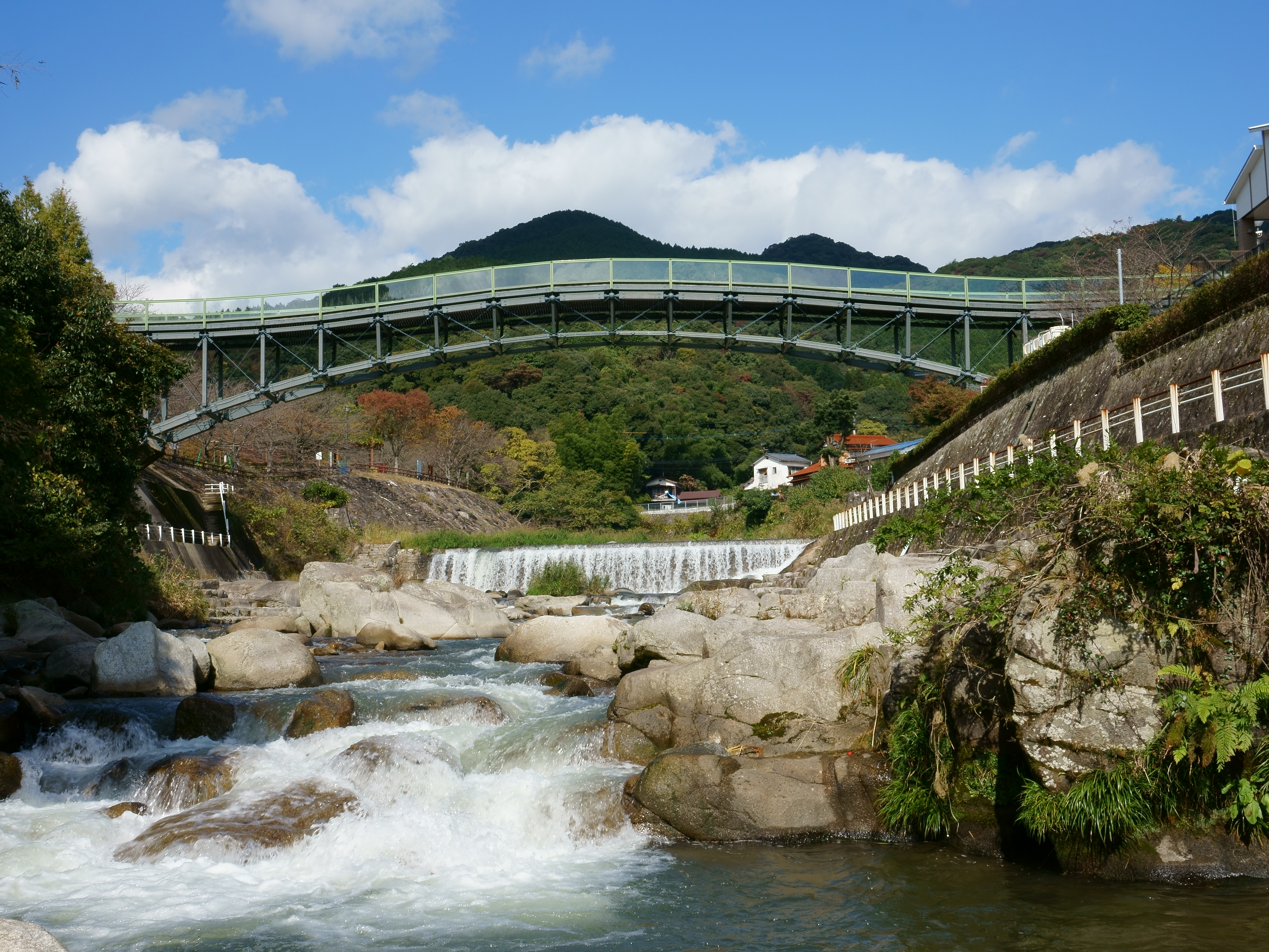
城原川と愛逢橋

佐賀市中心部から北東約10キロメートルの場所に位置し、南北に細長い市域をもつ。北部は、脊振山地の中にある。北に脊振山があり、南に行くほど標高は低くなる。南部は、筑後川北岸の佐賀平野にあり、中央部を城原川が貫通している。また、南東部は筑後川を挟んで福岡県久留米市に接する。

### 地形

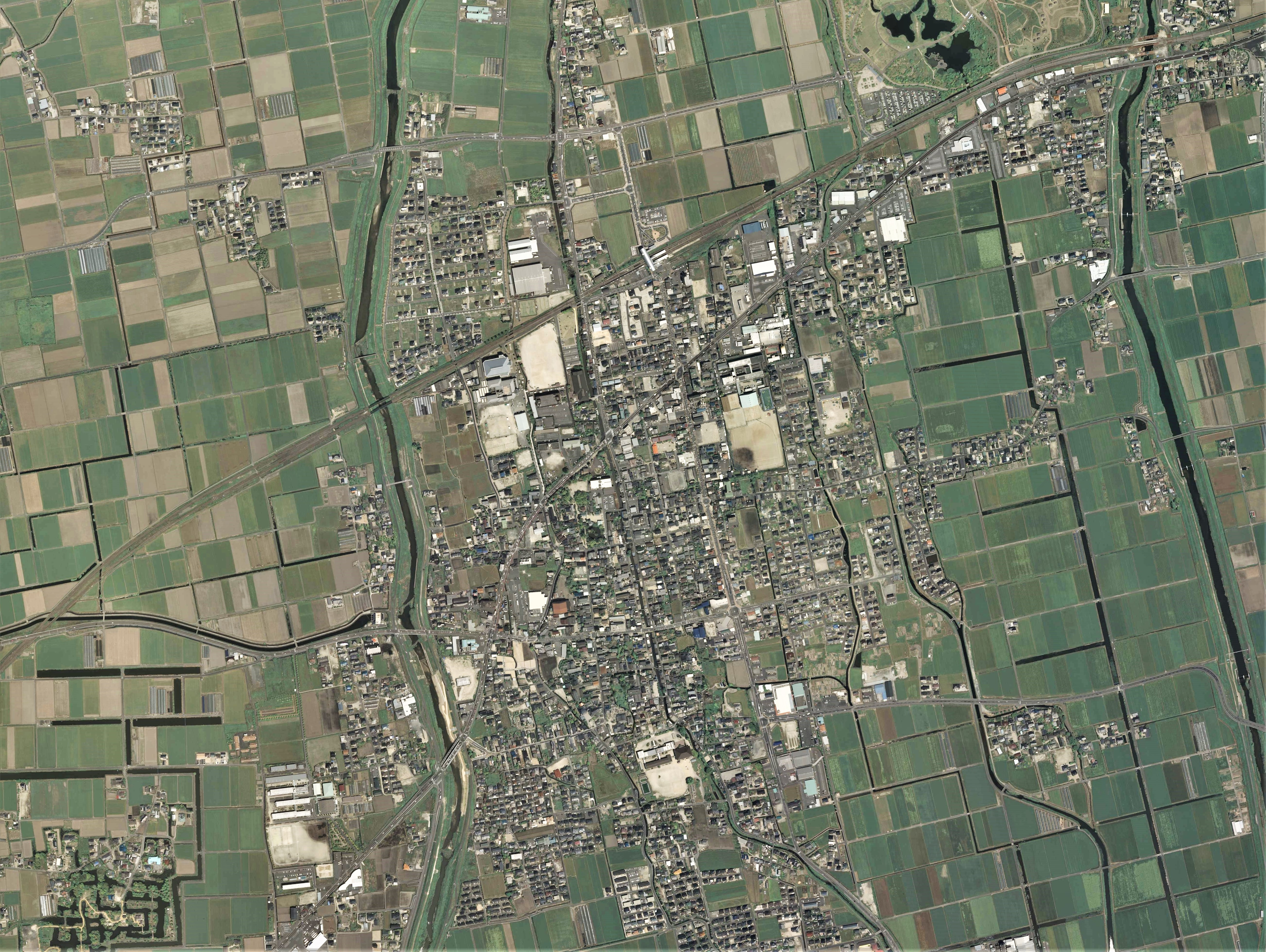
市役所のある旧神埼町中心部周辺の空中写真。
2008年5月3日撮影の8枚を合成作成。。

#### 山岳
主に以下のような山岳がある。
- 脊振山 (1055 m)
- 土器山 (430m)
- 城山 (196 m)
- 日の隈山 (148.4 m)
- 大高山 (515.9 m)
- 三継山 (475.4 m)
- 仏ノ辻山 (552.4 m)
- ヅーベット山 (729.5 m)
- 頭野山 (576.0 m)

##### 河川
- 筑後川
- 城原川
- 笹隈川
- 田手川
- 白木川
- 三本松川
- 馬場川
- 中地江川
- 蓬原川

### 気候
佐賀県内全域と同じく温暖湿潤で、冬季には山間部では路面凍結や積雪を見る地域。

### 隣接する自治体・行政区
佐賀県
- 佐賀市
- 神埼郡吉野ヶ里町
- 三養基郡みやき町

福岡県
- 福岡市（早良区）
- 久留米市
- 大川市

### 地域
神埼市は旧町村ごとに3町に分かれており、その下に大字が置かれており、「神埼市○○町××」の形となる。
また、通常、住所には表記されないが、生活上の単位として集落ごとに行政区が設置されている。大字ごとに行政区を示す。
| 町       | 面積/km2 | 世帯  | 人口  | 位置 | 大字(行政区) |
| -------- | -------- | ----- | ----- | ---- | --- |
| 神埼町   | 039.31   | 6881  | 19313 | 中央 | 神埼(1丁目～4丁目・協和町) 田道ケ里(駅ケ里・駅通り・大依・神納・田道・平ケ里) 永歌(小津ケ里・大門・永歌) 西小津ケ里・枝ケ里(西小津ケ里) 本堀(荒堅目・蔵戸・曽根ヶ里・出来町・野目ヶ里・本堀) 旧西郷村:姉川(姉川上分・姉川下分・姉川西分・姉川東分) 旧西郷村:尾崎(岩田・尾崎西分・尾崎東分・唐香原・平山) 旧西郷村:竹(猪面・柏原・川寄・利田・野田・野寄) 旧西郷村:本告牟田(池辺田・莞牟田・鶴田・本告牟田・山田) 旧西郷村:横武(上六丁・下六丁・横武) 旧仁比山村:的(的・小渕・仁比山) 旧仁比山村:志波屋(志波屋・竹原・東山・三谷) 旧仁比山村:城原(朝日・城原・二子・八子) 旧仁比山村:鶴(犬の目・鶴西・石井ケ里・鶴東・馬郡・右原) |
| 千代田町 | 024.77   | 3602  | 11810 | 南   | 旧城田村:姉(姉・大石・乙南里・新宿) 旧城田村:嘉納(嘉納・丙太田) 旧城田村:黒井(上黒井・下黒井・十条) 旧城田村:下板(高志・下板・藤西・藤東・又南里) 旧城田村:詫田(上地・詫西・詫東・丁太田) 旧城田村:直鳥(上直鳥・下直鳥) 旧千歳村:崎村(黒津・崎村) 旧千歳村:迎島(大野・出来島・中津・迎島・林慶) 旧千歳村:柳島(大島・龍尾・柳島) 旧千歳村:用作(小鹿・小森田・柴尾・用作) 旧千歳村:渡瀬(快楽・上神代・下神代・渡瀬) 旧境野村:余江(余江・川崎・東野ケ里) 旧境野村:境原(上犬童・境原・下犬童・原の町) 旧境野村:下西(上西・下西・仲田町団地・仁戸田)                                                                                  |
| 脊振町   | 060.93   | 0258  | 01776 | 北   | 服巻(一谷・一番ケ瀬上・一番ケ瀬下・犬井谷・伊福・頭野・古賀ノ尾・田中・服巻・竜作) 広滝(岩屋・倉谷・白木・広滝西・広滝東・広滝下・政所) 鹿路(大楮・鳥羽院上・鳥羽院下・東鹿路・鹿路上・鹿路下) |
| 計       | 125.01   | 10741 | 32899 |      | |

1. 1 2  2010年10月1日
2. ↑  合併前は脊振村

### 人口
| |                                        |  |
| 神埼市と全国の年齢別人口分布（2005年） | 神埼市の年齢・男女別人口分布（2005年） |  |
| ■紫色 ― 神埼市 ■緑色 ― 日本全国 | ■青色 ― 男性 ■赤色 ― 女性              |  |
| 神埼市（に相当する地域）の人口の推移 \| 1970年（昭和45年） \| 31,895人 \| \| \| 1975年（昭和50年） \| 31,080人 \| \| \| 1980年（昭和55年） \| 31,815人 \| \| \| 1985年（昭和60年） \| 32,339人 \| \| \| 1990年（平成2年） \| 32,502人 \| \| \| 1995年（平成7年） \| 33,049人 \| \| \| 2000年（平成12年） \| 33,648人 \| \| \| 2005年（平成17年） \| 33,537人 \| \| \| 2010年（平成22年） \| 32,899人 \| \| \| 2015年（平成27年） \| 31,842人 \| \| \| 2020年（令和2年） \| 31,022人 \| \| |                                        |  |
| 総務省統計局 国勢調査より |                                        |  |
| 1970年（昭和45年） | 31,895人                               |  |
| 1975年（昭和50年） | 31,080人                               |  |
| 1980年（昭和55年） | 31,815人                               |  |
| 1985年（昭和60年） | 32,339人                               |  |
| 1990年（平成2年） | 32,502人                               |  |
| 1995年（平成7年） | 33,049人                               |  |
| 2000年（平成12年） | 33,648人                               |  |
| 2005年（平成17年） | 33,537人                               |  |
| 2010年（平成22年） | 32,899人                               |  |
| 2015年（平成27年） | 31,842人                               |  |
| 2020年（令和2年） | 31,022人                               |  |

## 歴史

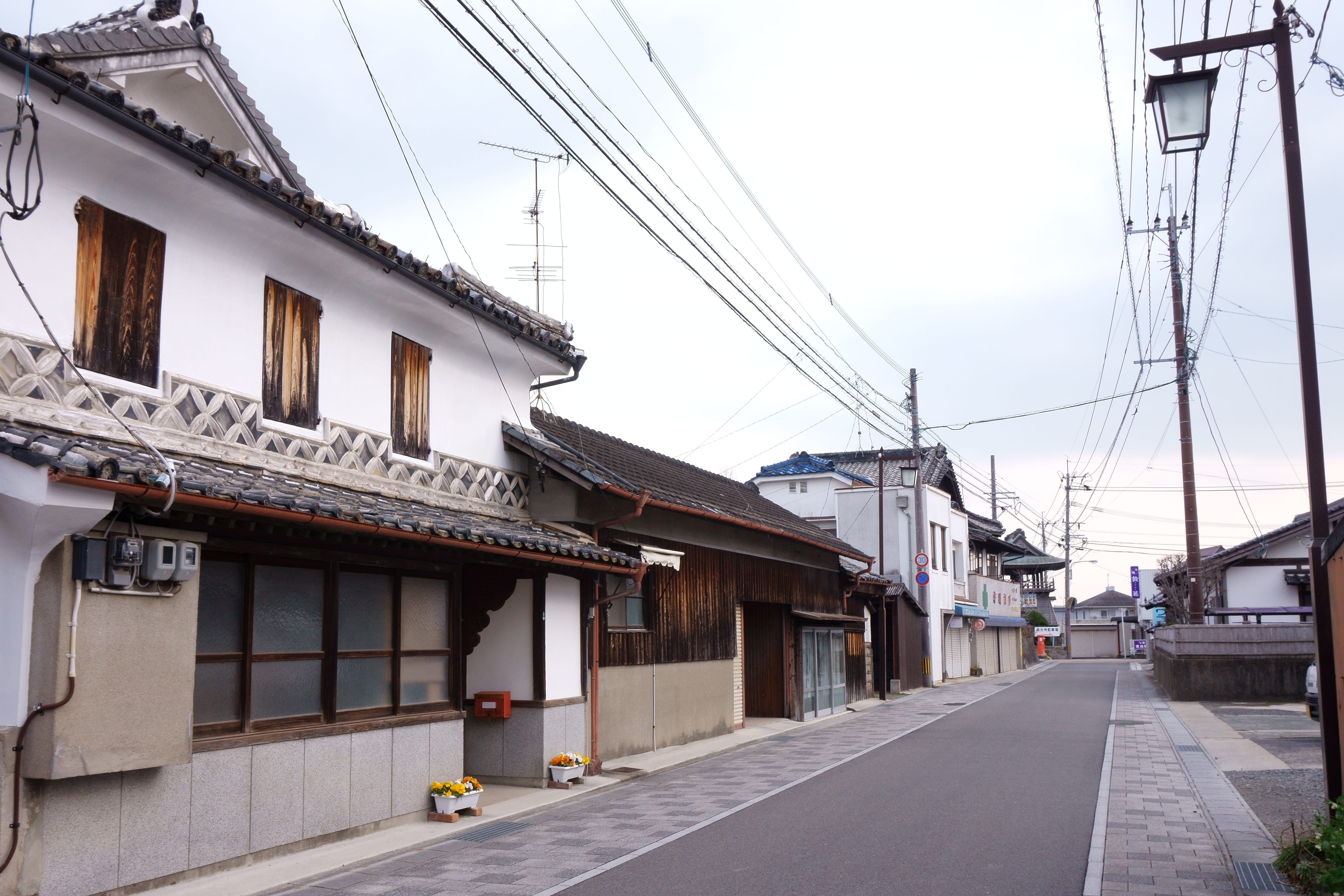
旧長崎街道神埼宿（神埼町神埼4丁目）

### 行政区域の変遷
- 1889年（明治22年）4月1日 - 町村制施行により、現在の市域に相当する以下の村が発足。
  - 神埼郡神埼村・西郷村・仁比山村・城田村・境野村・千歳村・蓮池村・脊振村
- 1893年（明治26年）神埼村が町制を施行し、神埼町になった。
- 1935年（昭和10年）11月3日 - 蓮池村が町制施行。蓮池町になった。
- 1955年（昭和30年）3月31日 - 神埼町、西郷村、仁比山村が合併して、神埼町になった。
- 1955年（昭和30年）4月1日 - 城田村・境野村・千歳村・蓮池町の一部が合併（新設合併）して千代田村が発足（蓮池町の他の地域は佐賀市へ編入）。
- 1965年（昭和40年）4月1日 - 千代田村が町制を施行し、千代田町となった。
- 2006年（平成18年）3月20日 - 神埼町・千代田町・脊振村が合併・市制施行し、神埼市として発足。佐賀県で10番目の市であり、同時に佐賀県から村が消滅した。

## 行政・議会

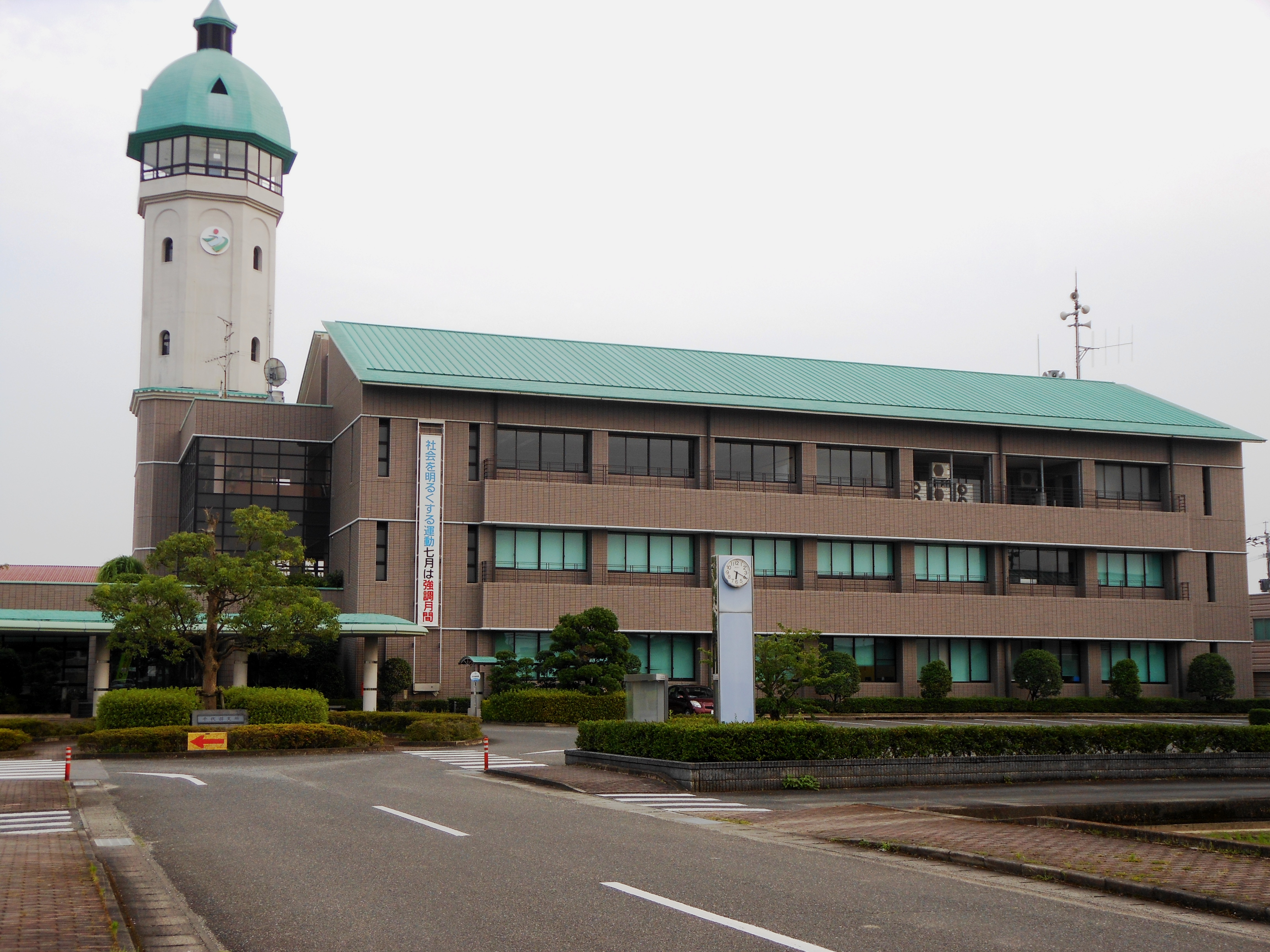
千代田交流センター

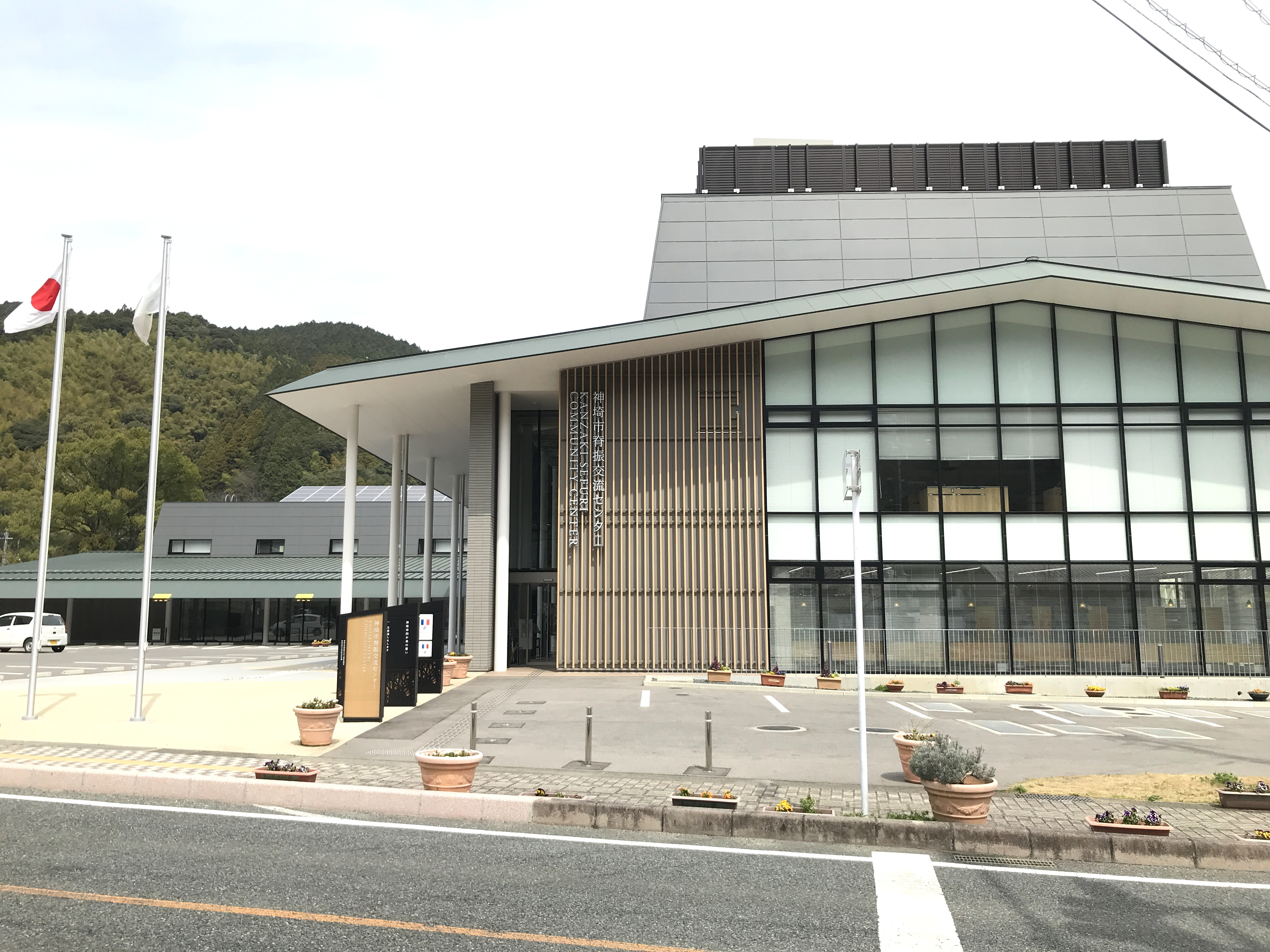
脊振交流センター

### 歴代市長
神埼市（2006年-）歴代市長
| 代   | 氏名     | 就任年月日    | 退任年月日    |
| ---- | -------- | ------------- | ------------- |
| 初-4 | 松本茂幸 | 2006年4月23日 | 2022年4月22日 |
| 5    | 内川修治 | 2022年4月23日 | 2024年3月15日 |
|      | 平方利郎 | 2024年3月5日  | 職務代理者    |
| 6    | 實松尊徳 | 2024年4月28日 | 現職          |

### 市議会
- 定数：18人

### 市役所所在地
- 本庁舎：神埼市神埼町鶴3542番地1

2020年9月23日に神埼市神埼町神埼410番地（旧神埼町役場）から移転。現庁舎の道路向かい。
- 千代田支所：千代田交流センター（旧千代田町役場）内 / 神埼市千代田町直鳥166番地1
- 脊振支所：脊振交流センター内 / 神埼市脊振町広滝555番地1

千代田交流センターには図書館分館、公民館、脊振交流センターには左記および診療所、放課後児童クラブを併設する。

### マスコットキャラクター
くねんワン、くねんニャン
2010年（平成22年）11月から神埼市のマスコットキャラクター。

### 姉妹友好都市・提携都市
- ボークール市（フランス語版）（フランス共和国フランシュ＝コンテ地域圏テリトワール・ド・ベルフォール県）- 1936年アンドレ・ジャピーが懸賞飛行中に脊振山で遭難し住民に救出された歴史を背景とし、1996年10月27日に旧脊振村が同市と友好姉妹都市提携、神埼市に引き継がれた[1]。
- 沖縄県南城市- チャレンジデー2010対戦自治体
- 鹿児島県奄美市 - チャレンジデー2011対戦自治体
- 島根県雲南市 - チャレンジデー2012対戦自治体
- 秋田県北秋田市 - チャレンジデー2013対戦自治体

### 国政・国の出先機関
- 衆議院 - 神埼市は佐賀県第1区（2002年から2013年までは旧千代田町が第1区、旧神埼町・旧脊振村が佐賀県第2区）。比例区では九州ブロックに属する。
- 参議院 - 神埼市は佐賀県選挙区（全県区、定数2議席）に属する。

出先機関
- 農林水産省
  - 九州農政局 筑後川下流右岸農地防災事業所
- 気象庁
  - 福岡管区気象台 脊振山気象レーダー観測所

### 自衛隊
- 航空自衛隊西部航空方面隊
  - 背振山分屯基地

### 県政・県の出先機関
神埼市・神埼郡選挙区から選出される佐賀県議会議員の定数は2議席である。
- 東部農林事務所（神埼市中央交流センター内）

### 広域行政・公共サービス

#### 警察
- 神埼警察署
  - 姉川警察官駐在所
  - 仁比山警察官駐在所
  - 詫田警察官駐在所
  - 﨑村警察官駐在所
  - 原の町警察官駐在所
  - 脊振警察官駐在所

#### 消防
- 佐賀中部広域連合 佐賀広域消防局
  - 神埼消防署
  - 三脊出張所

かつては神埼地区消防事務組合消防本部で、2013年4月佐賀広域消防局に統合した。

#### その他の公共サービス
広域連合
佐賀中部広域連合 - 消防事務のほか、介護保険などを所掌する。
上水道
佐賀東部水道企業団 - 神埼町および千代田町で水道事業を行う。
脊振町では小規模水道施設が提供されている。
ごみ
脊振共同塵芥処理組合が収集・処理。脊振町に脊振広域クリーンセンターがある。
環境処理施設
三神地区環境事務組合 - 汚泥再生処理施設を共同運営。
郵便
神埼郵便局（〒842-00）、仁比山郵便局（〒842-01）、脊振郵便局（〒842-02）の3つの集配局が市内に所在する。
電話
神埼市内全域で、市外局番は0952、単位料金区域(MA)は佐賀である。

## 産業
就業人口
- 第一次産業：1,917人 11.4%（2005年）
- 第二次産業：4,803人 28.6%（2005年）
- 第三次産業：10,057人 59.9%（2005年）

### 神埼市に本社を置く主な企業
- ヤクルト食品工業
- トヨタ紡織九州
- 九州積水工業
- フルハーフ九州
- カネカ西日本スチロール株式会社

### 神埼市に工場・事業所を置く企業
- リョーユーパン佐賀工場
- タカノフーズ九州工場
- ヤクルト本社佐賀工場
- FPコーポレーション九州工場
- エフピコ九州選別センター
- 三愛オブリ九州天然ガス販売支店
- 日清医療食品ヘルスケアフードサービスセンター九州
- ユー・エム・シー・エレクトロニクス佐賀工場

### 発電所
- 吉野ヶ里メガソーラー発電所：佐嘉吉野ヶ里ソーラー合同会社（NTTファシリティーズ100%出資）
- 広滝（第一・第二）発電所：九州電力

## 市外局番
- 市外局番は全域が0952である。
  - 佐賀MA（44 - 千代田町)
  - 佐賀MA（51 - 53 神埼町)
  - 佐賀MA（59 - 脊振町)

ただし、航空自衛隊脊振山分屯基地のみ092である。

## 郵便局
- 集配局 - 窓口業務に加え、集配業務を行う郵便局（3局）
  - 神埼郵便局（〒842-00**の地域）、仁比山郵便局（〒842-01**の地域）、脊振郵便局（〒842-02**の地域）

※神埼市神埼町鶴は、1～2999番地を仁比山郵便局が、3000番地以上を神埼郵便局が担当している。このため、郵便物に番地の記載がないと配達が遅れることがあるので注意が必要である。
- 無集配局（3局）
  - 神埼駅通郵便局、千代田郵便局、千歳郵便局
- 簡易郵便局（2局）
  - 神埼姉川簡易郵便局、原の町簡易郵便局

## 金融機関
- 佐賀銀行神埼支店、千代田出張所
- 佐賀共栄銀行神埼支店、千代田支店
- 佐賀信用金庫神埼支店
- 佐賀東信用組合神埼支店
- JAさが（JAバンク）7支所 - 神埼支所、仁比山支所、西郷支所、境野支所、境野支所、千歳支所、脊振支所

## 健康・福祉
統計はすべて2010年10月1日の国勢調査のもの。
- 平均年齢 ： 45.91歳
  - 年少人口(0 - 14)割合：14.14%
  - 生産年齢人口(15 - 64)割合：60.83%
  - 老年人口(65 - )割合：25.03%

### 病院
- 医療法人久和会 和田記念病院
- 医療法人社団啓祐会 神埼病院

## 教育

### 大学
- 私立
  - 西九州大学神埼キャンパス（健康栄養学部・健康福祉学部・リハビリテーション学部・生活支援科学研究科）

### 高等学校
- 佐賀県立神埼高等学校
- 佐賀県立神埼清明高等学校

### 中学校
- 市立
  - 神埼中学校
  - 千代田中学校
  - 脊振中学校

### 小学校

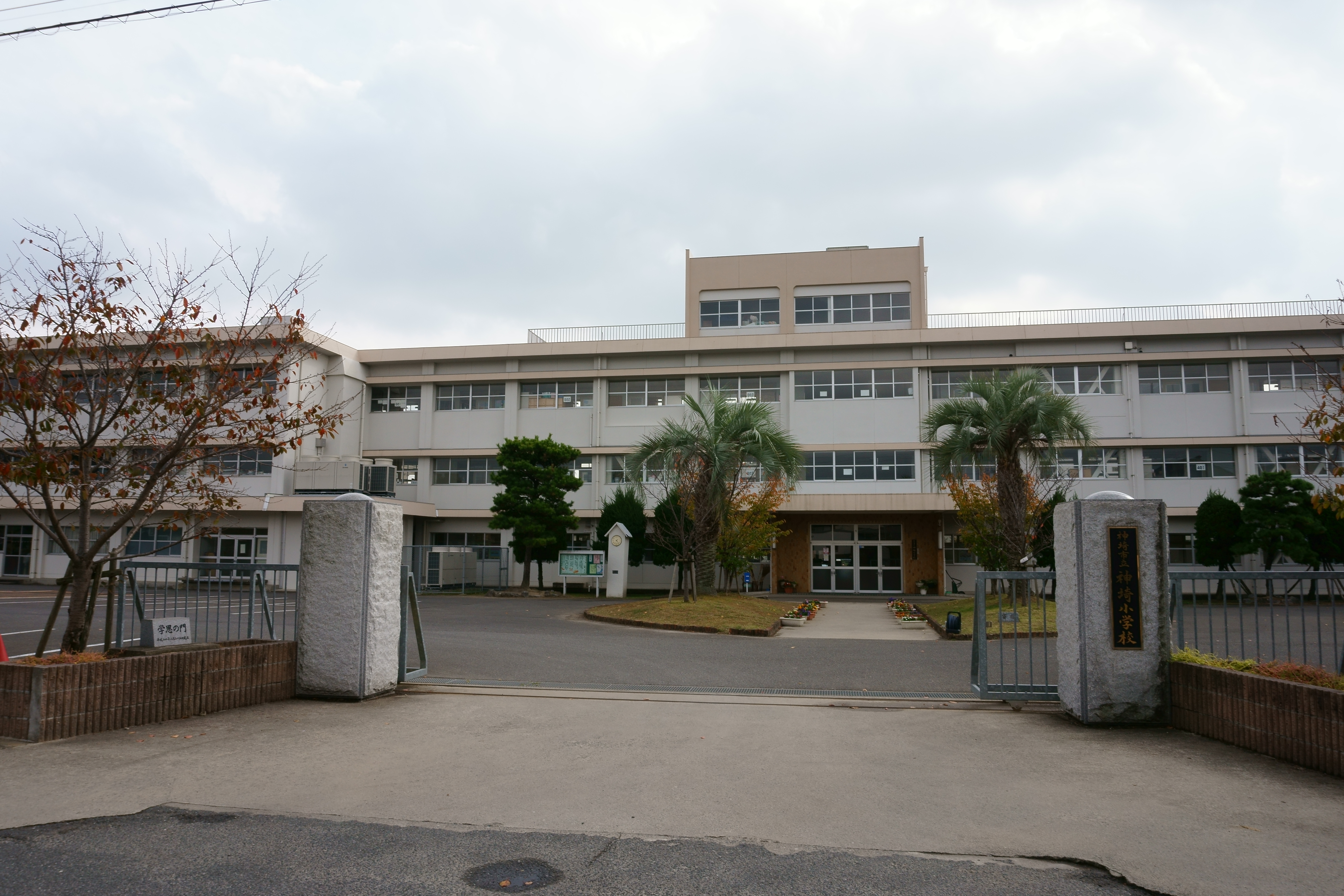
神埼小学校

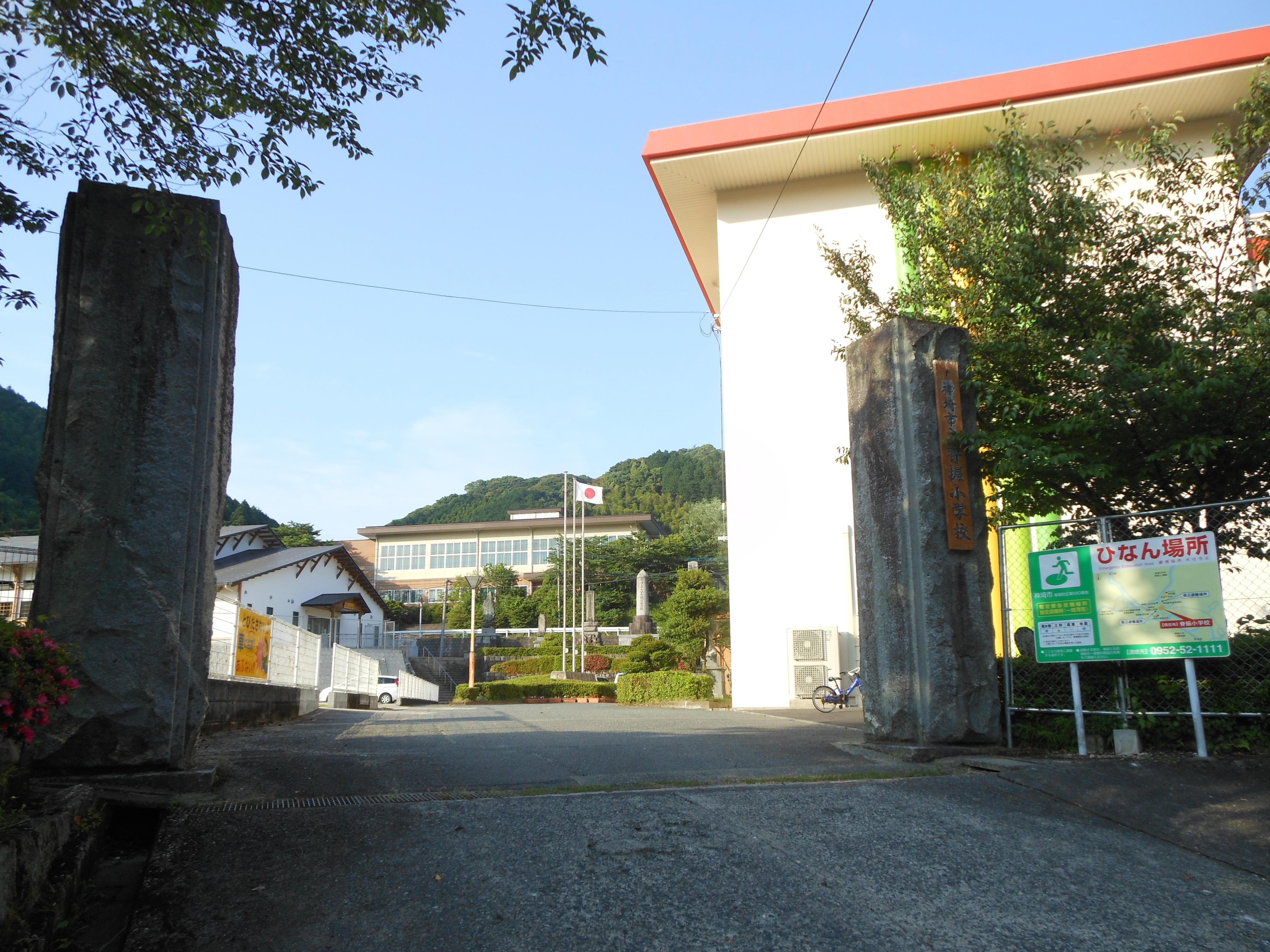
脊振小学校

- 市立
  - 神埼小学校
  - 西郷小学校
  - 仁比山小学校
  - 千代田東部小学校
  - 千代田中部小学校
  - 千代田西部小学校
  - 脊振小学校

### 幼稚園
- 私立
  - 神埼幼稚園
  - 大立寺幼稚園
  - ちとせ幼稚園

### 保育園
- 市立
  - 西郷保育園
  - 仁比山保育園
  - ちよだ保育園
  - 脊振保育園
- 私立
  - 神埼保育園
  - 神埼双葉園
  - 小桜保育園
  - ちとせ保育園

## 交通

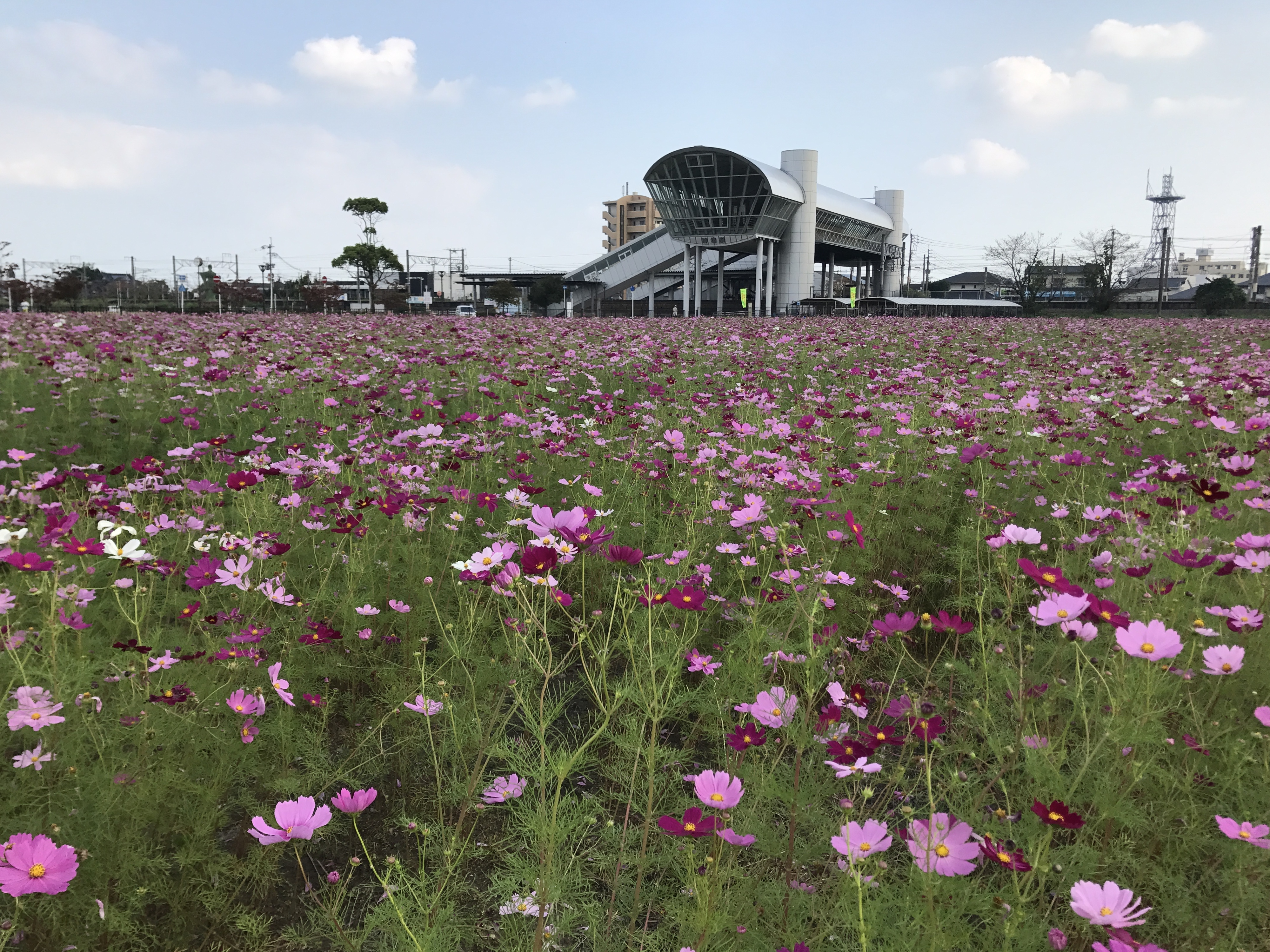
駅前のコスモスと神埼駅

### 空港
最寄り空港は佐賀空港（佐賀市川副町）。また、福岡空港（福岡市）まで車で約50分。

### 鉄道路線
- 九州旅客鉄道（JR九州）
  - 長崎本線
    - 神埼駅

佐賀市の佐賀駅まで2駅、9分。福岡市の博多駅までは約1時間（鳥栖乗換）。

### バス路線

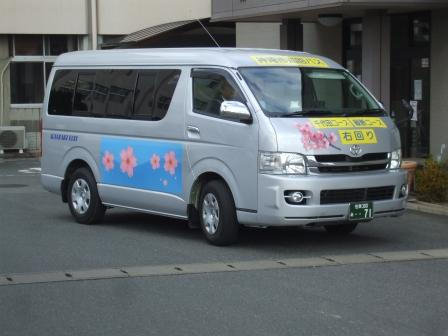
神埼市巡回バスの車両（2009年撮影）

西鉄バス（西日本鉄道・西鉄バス久留米・西鉄バス佐賀）
国道34号および県道22号を通り旧神埼町域を経由して久留米市（JR久留米駅・西鉄久留米駅）と佐賀市中心部を結ぶ路線、同じく国道34号を通り鳥栖市と旧神埼町域を結ぶ路線、国道264号を通り旧千代田町域を経由して久留米市と佐賀市中心部を結ぶ路線を運行している。
[40] 久留米市 - みやき町（旧北茂安町域） - 上峰町 - 吉野ヶ里町 - 神埼市 - 佐賀市
[43] 鳥栖市 - みやき町（旧中原町域） - 上峰町 - 吉野ヶ里町 - 神埼市
[45] 久留米市 - みやき町（旧三根町域） - 神埼市 - 佐賀市
ジョイックス交通
県道21号を通り旧脊振村域を経由して旧神埼町域と佐賀市三瀬村を結ぶ路線を運行している。また、下記のコミュニティバスを受託運行している。
神埼市 - 佐賀市三瀬村
高速バス
長崎自動車道上にある神埼バスストップ（高速神埼）に福岡市と佐賀市を結ぶ路線および長崎市と北九州市を結ぶ路線の高速バスが発着する。
コミュニティバス
神埼市巡回バスと脊振村スクール・コミュニティバスがある。神埼市巡回バスは旧神埼町域と旧千代田町域の民間バス路線のない地域を中心に運行しており、神埼タクシー・ジョイックス交通に、脊振村スクール・コミュニティバスは旧脊振村域の山間部で運行されており、昭和自動車に運行委託されていた。2016年に神崎タクシー、2020年に昭和自動車が撤退し、以後は全てジョイックス交通が運行を受託している。

### 道路

#### 高速道路
長崎自動車道が市内を通っているが、市内にはインターチェンジがなく、隣の吉野ヶ里町にある東脊振インターチェンジが最寄りインターチェンジとなる。

#### 一般国道
- 国道34号
- 国道264号
- 国道385号
- 三田川バイパス

#### 主要地方道
- 佐賀県道15号佐賀八女線
- 佐賀県道21号三瀬神埼線
- 佐賀県道31号佐賀川久保鳥栖線
- 佐賀県道46号中原三瀬線
- 佐賀県道48号佐賀外環状線
- 佐賀県道51号佐賀脊振線

#### 一般県道
- 佐賀県道209号広滝大和富士線
- 佐賀県道273号藤原松瀬線
- 佐賀県道305号脊振山公園線

## 文化施設
- 神埼市立図書館
  - 千代田分館
  - 脊振分館

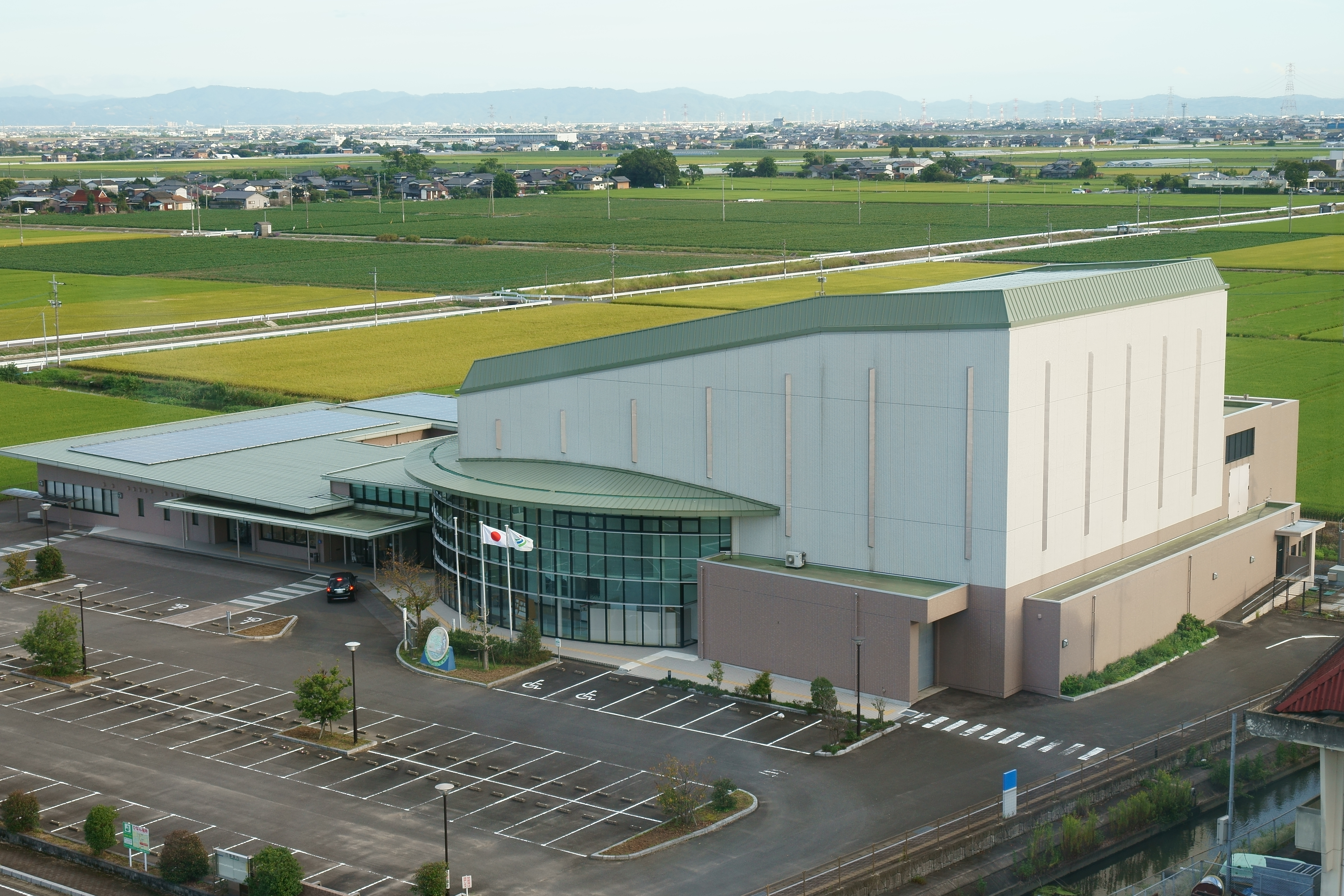
はんぎーホール

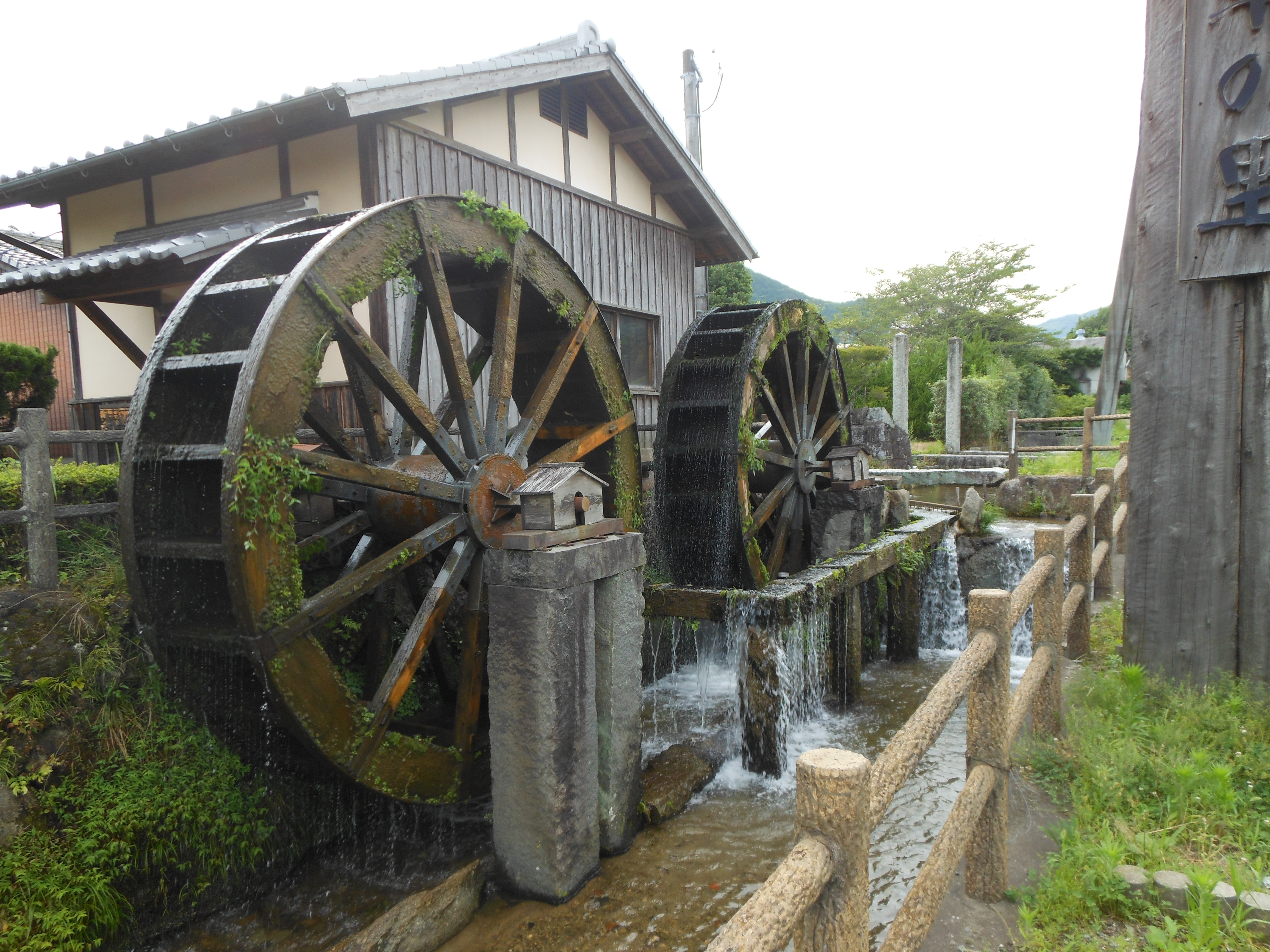
水車の里 遊学館

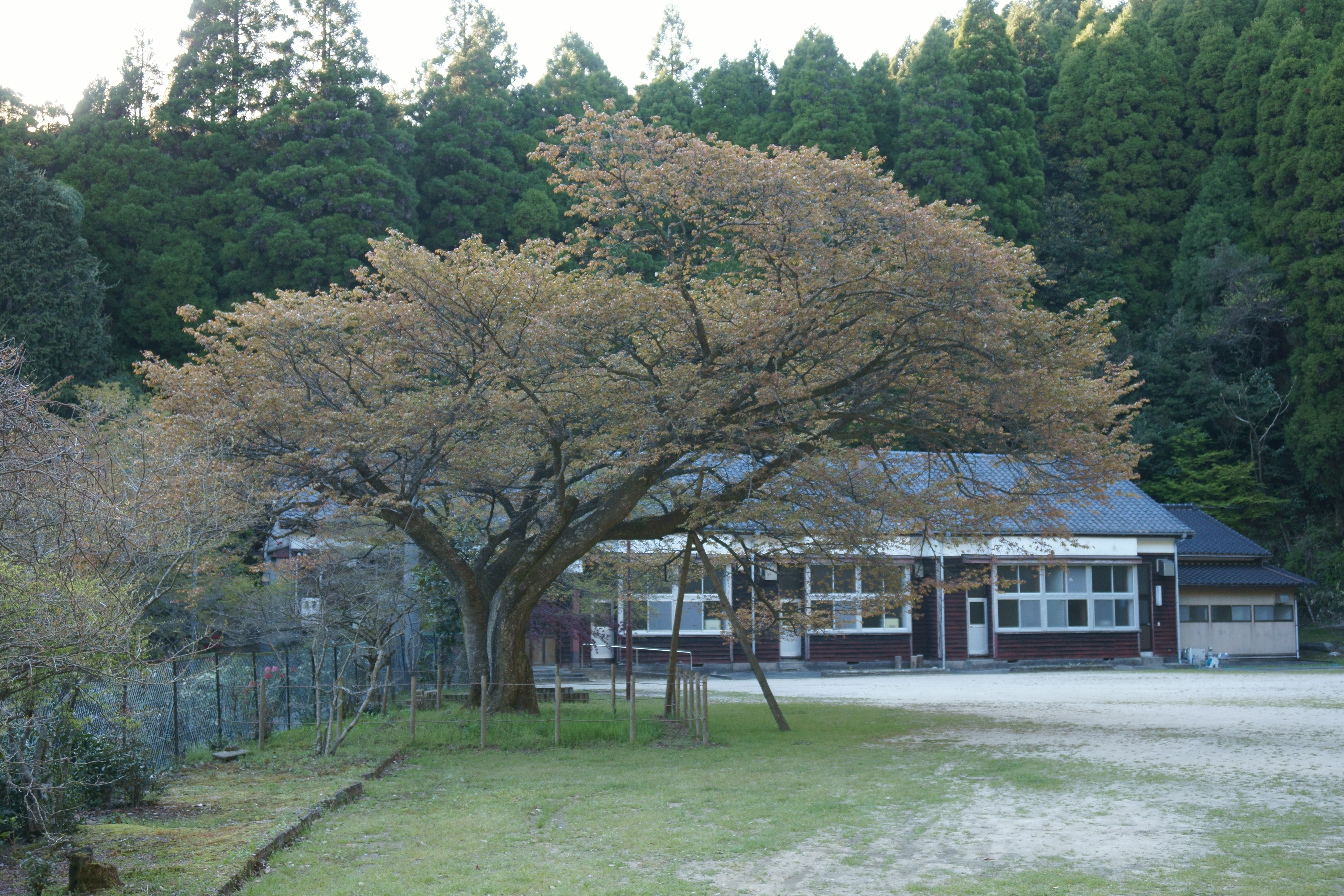
脊振山麓習遊館と市天然記念物「久保山のヤマザクラ」

- 神埼市千代田文化会館「はんぎーホール」
- 脊振2000年館
- 脊振ふれあい館
- 仁比山公園キャンプ村
- 水車の里 遊学館
- 脊振久保山キャンプ場ロッジ
- 脊振山麓習遊館
- 鳥羽院山荘
- 神埼町保健センター
- 千代田町保健センター

## スポーツ施設

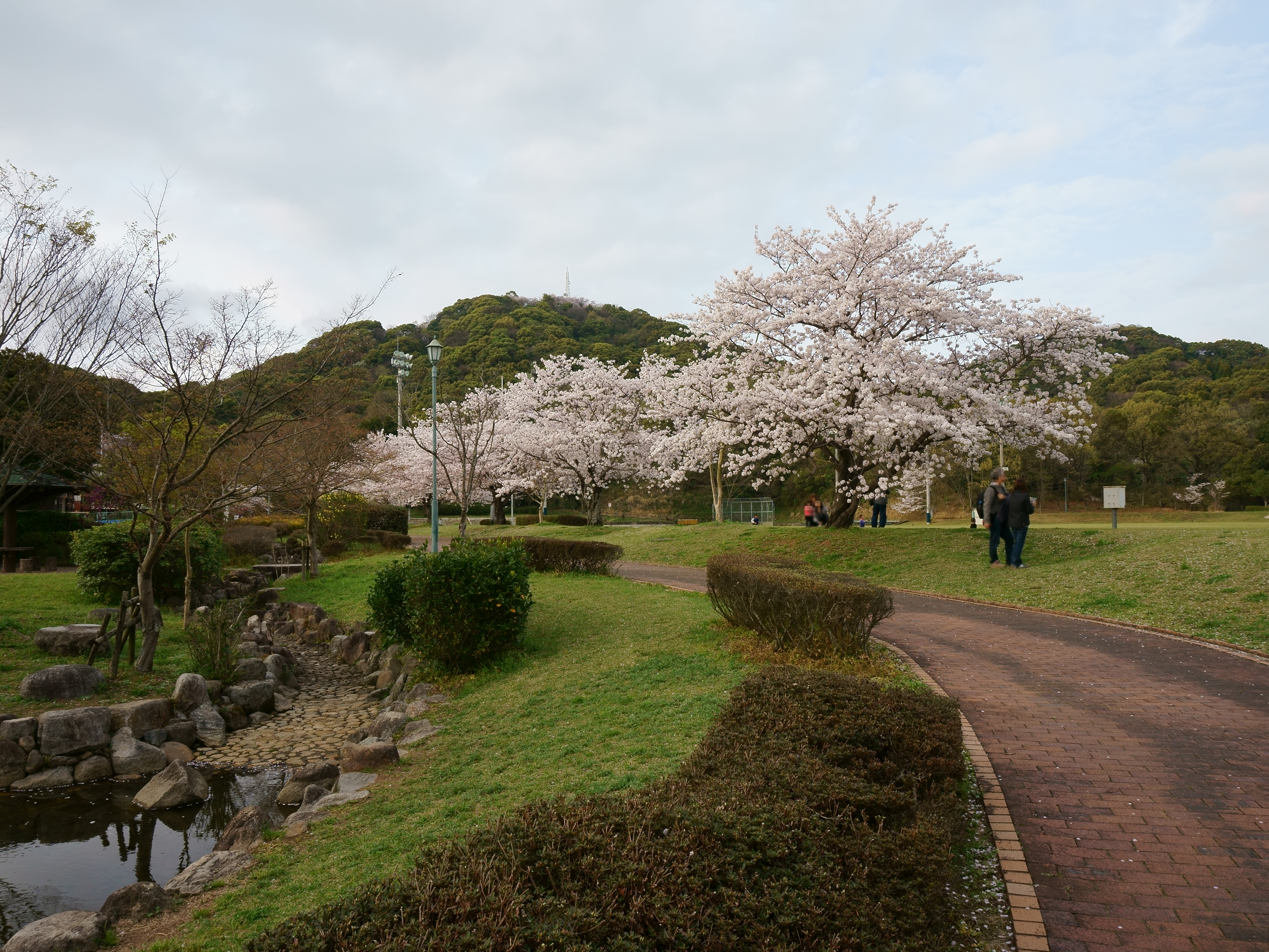
日の隈公園

- 日の隈公園グラウンド
- 神埼中央公園グラウンド
- 千代田グラウンド
- 筑後川運動公園グラウンド
- 神埼勤労者体育館
- 神埼市B&G海洋センター
- 神埼中央公園体育館
- 次郎体育館
- 脊振勤労者体育館
- 神埼中央公園テニスコート
- 千代田テニスコート
- 脊振山村広場テニスコート
- 千代田武道館
- 脊振観光プール

## 特産品
- 神埼あーさい
- 神埼そうめん
  - 神埼そうめんコロッケ - そうめんをパン粉の代わりに用いたコロッケ。
  - 神埼めん懐石
- 干し柿
- さしみこんにゃく
- 米
- いちご
- アスパラガス - 九州一の生産高
- なす
- 小ねぎ
- しいたけ
- 菱の実
  - 菱焼酎
- 水車米
- 尾崎人形

## 名所・旧跡・観光スポット・祭事・催事

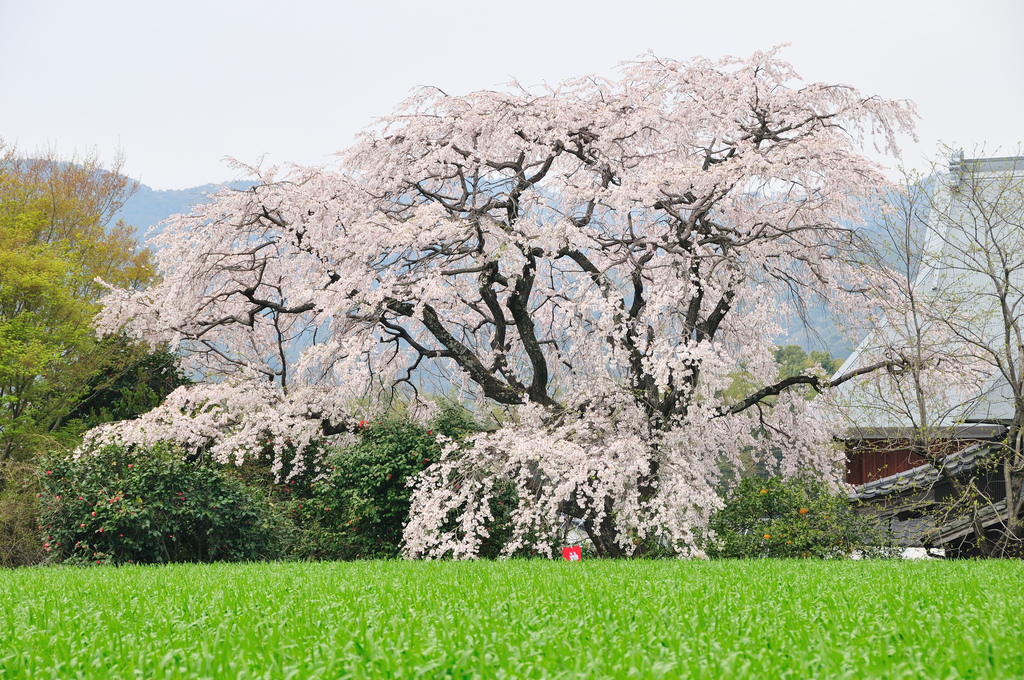
宝珠寺のしだれ桜

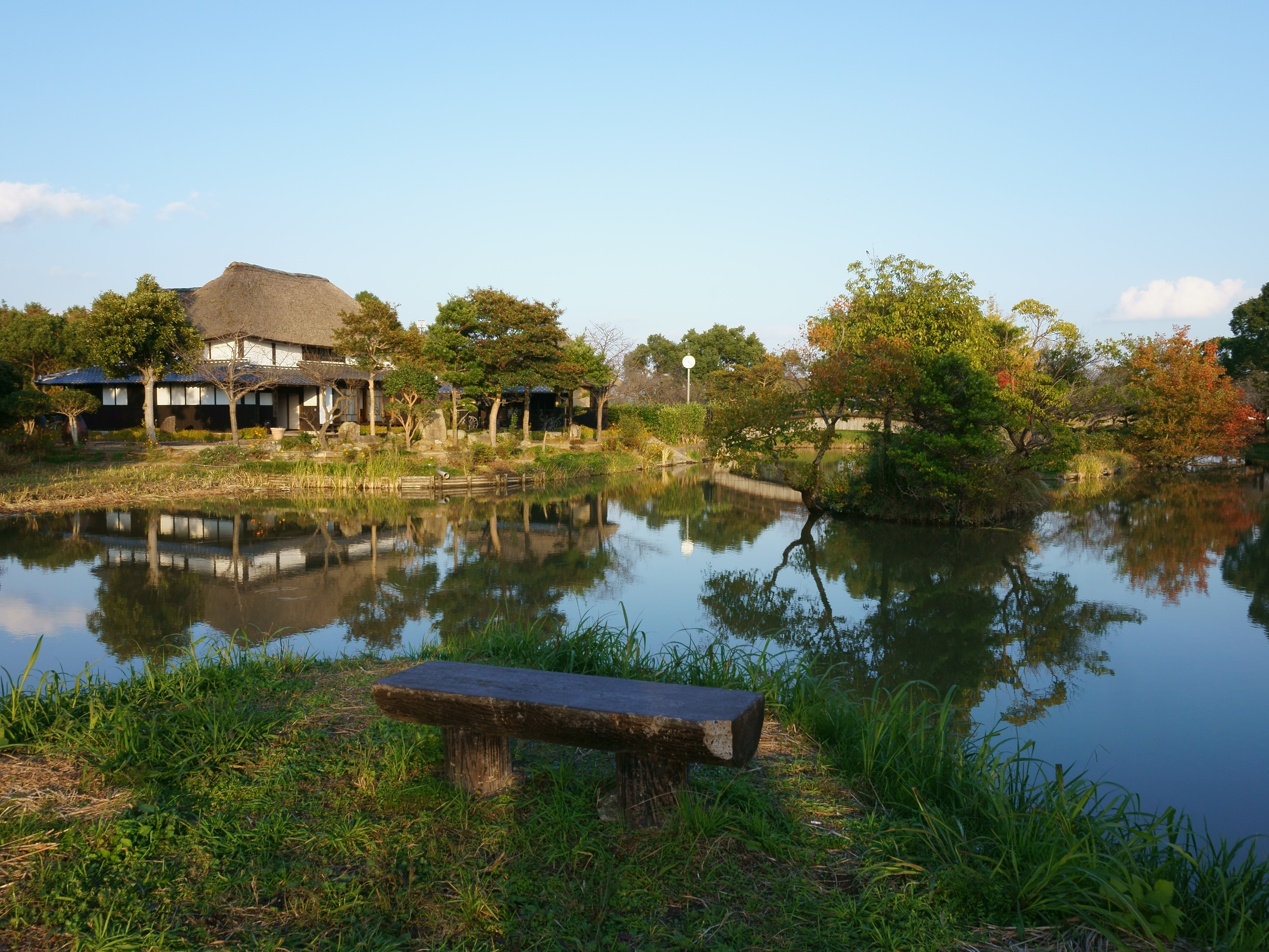
横武クリーク公園

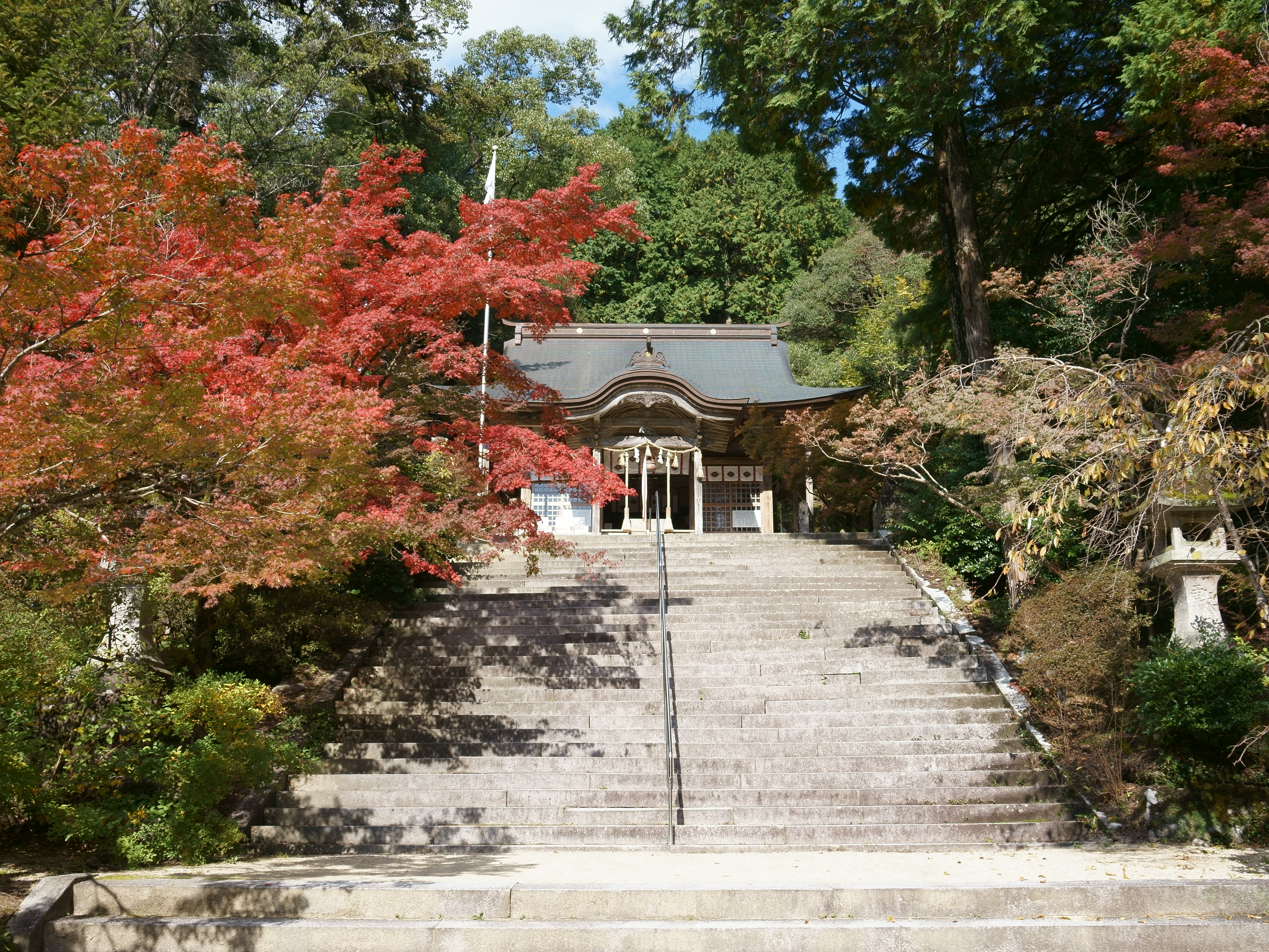
仁比山神社

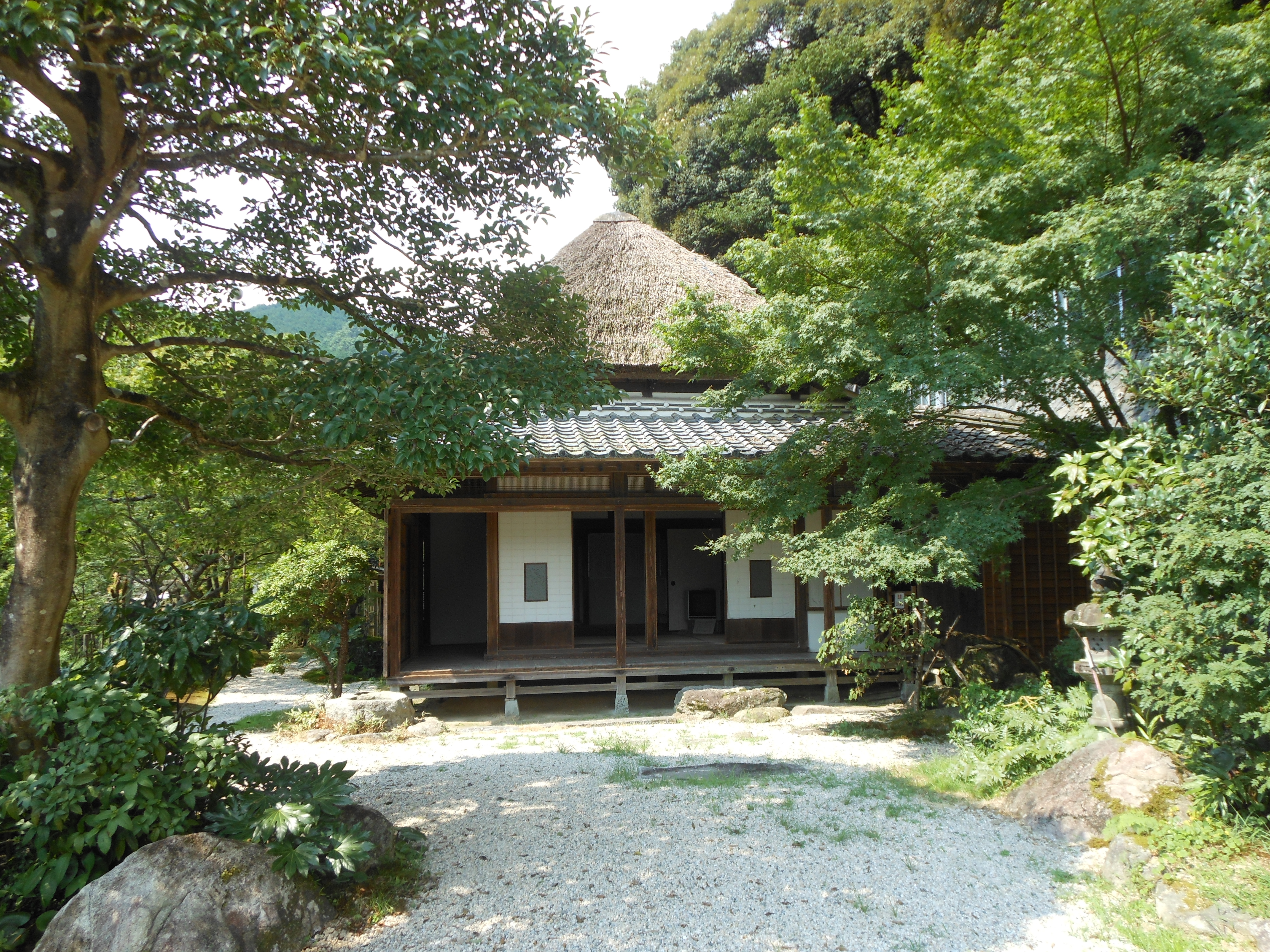
伊東玄朴旧宅

### 名所・史跡・観光スポット
- 九年庵
- 仁比山地蔵院
- 仁比山神社
- 櫛田宮
- 長崎街道門前広場
- 旧古賀銀行神埼支店
- 真龍寺
- 仁比山公園
- 宝珠寺
- 吉野ヶ里歴史公園
- 直鳥城跡
- 下村湖人生家
- 姉川城跡
- 次郎の森公園
- 日の隈公園
- 横武クリーク公園
- 城原川親水公園（水辺の楽校（がっこう））
- わんぱく王国・そよ風の丘高取山公園
- 王仁博士顕彰公園

### 祭事・催事
- かんざき櫛田の市（毎月）
- 吉野ヶ里ロードレースin神埼市（1月）
- 神幸節分祭（２月）
- みゆき大祭（４月隔年）
- かんざき神幸食フェスタ（４月）
- 神埼そうめん祭り（5月）
- 長崎街道かんざき宿場まつり（7月）
- わんぱくまつり（8月）
- 城原川ハンギーまつり（8月）[2]｛2009年まで「堀デーちよだ」の名称）

## 神埼市出身の有名人・著名人
- 伊東玄朴（東京大学医学部の祖、蘭方医）
- 藤山種廣 (三菱鉛筆製造責任者)
- 大倉邦彦（実業家・教育者、東洋大学学長）
- 下村湖人（作家）
- 吉田絃二郎（作家）
- 陣内孝雄（参議院議員、法務大臣）
- 木村庄之助（相撲立行司）
- 佐賀光健吾（力士）
- 佐藤允（俳優）
- 荒木由美子（俳優・司会者）
- 江頭2:50（タレント）
- 田代奈々（ラジオパーソナリティ）
- 末永真史（プロ野球選手）
- 野中信吾（プロ野球選手）
- 井田勝也（アナウンサー）
- ちとせよしの（グラビアアイドル）